# 비너 부르스트
비너 부르스트(오스트리아 독일어: Wiener Wurst) 또는 비너(오스트리아 독일어: Wiener)는 오스트리아의 소시지이다. "빈식 소시지"라는 뜻이지만, 독일이나 미국 등에서 "비너"나 "비엔나 소시지"라 불리는 비너 뷔르스트헨과는 아예 다른 소시지이며, 이름이 비슷한 것은 우연이다. 다진 쇠고기와 돼지고기 외에도 베이컨, 향신료 등이 들어간다. 조미·염지 후 훈연해 만든다.

## 같이 보기
- 비너 뷔르스트헨
- 뷔르스텔
- 브뤼부르스트